# 菲利普·库巴
菲利普·库巴（捷克語：Filip Kuba，1976年12月29日—），捷克男子冰球运动员。他曾代表捷克国家队参加2006年和2010年冬季奥林匹克运动会冰球比赛，其中2006年冬季奥运会获得一枚铜牌。